# Thespis (opera)

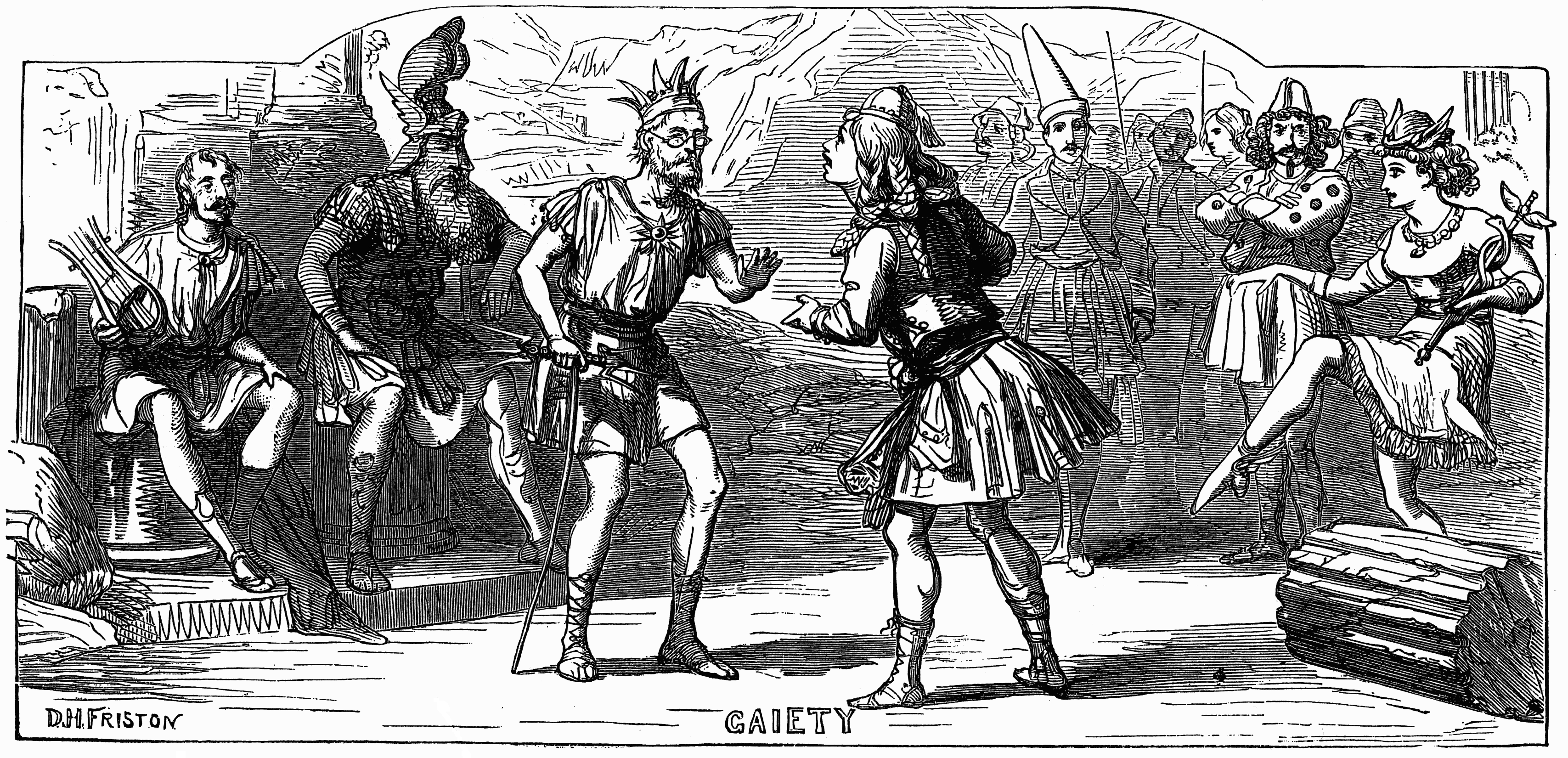
Illustratie van Thespis door David Henry Friston uit The Illustrated London News van 6 januari 1872

Thespis, or The Gods Grown Old is een Britse 19e-eeuws operatisch extravaganzastuk dat de eerste samenwerking vormde tussen dramaturg William S. Gilbert en operaschrijver Arthur Sullivan. Het werd nooit uitgebracht en het grootste deel van de muziek is later verloren gegaan. Het duo Gilbert en Sullivan zou later uitgroeien tot een van de beroemdste en succesvolste samenwerkingen uit het victoriaanse Engeland, waarbij ze een stroom van populaire komische operastukken uitbrachten, waaronder H.M.S. Pinafore, The Pirates of Penzance en The Mikado. 
De première van Thespis vond plaats op 26 december 1871 in Londen in het Gaiety Theatre. Net als de meeste producties in dat theater was het geschreven in een brede burleske stijl, die sterk afweek van de latere werken van Gilbert en Sullivan. Het vormde een middelmatig kerstsucces en werd op 8 maart 1872 na 63 voorstellingen uit productie genomen.
Het verhaal volgt een theatergezelschap dat onder leiding staat van de legendarische Griekse vader van het drama Thespis, die tijdelijk van positie wisselt met de goden op de Olympus, die oud geworden zijn en genegeerd worden. De acteurs blijken komisch ongeschikte leiders te zijn. Nadat de goden de hieruitvolgende verminking beneden hen zien geschieden, keren ze boos terug en sturen de acteurs terug naar de Aarde als "eminente treurspeldichters, waar niemand nog naar wil kijken." Gilbert kwam 25 jaar later terug op dit thema in zijn laatste opera met Sullivan, The Grand Duke, waarin een theatergezelschap tijdelijk de heerser van een klein land vervangt en besluit tot het "doen herleven van de klassieke herinneringen aan Athene op zijn best."
De interesse voor Thespis, dat nooit weer zou worden vertoond tijdens de levensjaren van Gilbert en Sullivan, herleefde in de jaren 50 van de 20e eeuw. Sindsdien is het werk vele malen vertoond, met de oorspronkelijke muziek, dan wel met muziek van andere stukken van Sullivan.